# Campionati mondiali under 23 di slittino 2019
I Campionati mondiali under 23 di slittino 2019 sono stati la settima edizione della rassegna mondiale under 23 di slittino, manifestazione organizzata dalla Federazione Internazionale Slittino. Si sono disputati il 26 e il 27 gennaio 2019 a Winterberg, in Germania, sulla pista Veltins EisArena Winterberg, all'interno della gara senior che ha assegnato il titolo mondiale assoluto 2019. Sono state disputate gare in tre differenti specialità: nel singolo uomini, nel singolo donne e nel doppio.
Vincitrice del medagliere fu la squadra russa, capace di ottenere due titoli su tre e due medaglie sulle nove assegnate in totale: quelle d'oro furono conquistate da Roman Repilov nel singolo maschile e dalla coppia formata da Vsevolod Kaškin e Konstantin Koršunov nel doppio; nel singolo femminile la vittoria andò invece alla rappresentante della nazionale tedesca Julia Taubitz.

## Risultati

### Singolo donne
La gara è stata disputata il 26 gennaio nell'arco di due manches e hanno preso parte alla competizione 14 atlete in rappresentanza di 12 differenti nazioni. Campionessa uscente era la statunitense Summer Britcher, non presente alla competizione, e il titolo è stato pertanto vinto dalla tedesca Julia Taubitz, già vincitrice dell'edizione 2016 e argento nel 2017, davanti all'austriaca Hannah Prock, vincitrice della medaglia d'argento, e alla svizzera Natalie Maag, cui andò il bronzo. Per Prock e Maag si trattò della prima medaglia mondiale under 23.
| Pos. | Atlete                   | Nazione       | 1ª manche | 2ª manche       | Totale   | Distacco |
| ---- | ------------------------ | ------------- | --------- | --------------- | -------- | -------- |
|      | Julia Taubitz            | Germania      | 57"348    | 56"945          | 1'54"293 | –        |
|      | Hannah Prock             | Austria       | 57"978    | 57"438          | 1'55"416 | +1"123   |
|      | Natalie Maag             | Svizzera      | 58"157    | 57"410          | 1'55"567 | +1"274   |
| 4    | Lisa Schulte             | Austria       | 57"891    | 58"038          | 1'56"929 | +2"636   |
| 5    | Katarína Šimoňáková      | Slovacchia    | 58"352    | non qualificata | 58"352   | -        |
| 6    | Verónica María Ravenna   | Argentina     | 58"411    | non qualificata | 58"411   | -        |
| 7    | Klaudia Domaradzka       | Polonia       | 58"754    | non qualificata | 58"754   | -        |
| 8    | Mihaela-Carmen Manolescu | Romania       | 59"019    | non qualificata | 59"019   | -        |
| 9    | Trinity Ellis            | Canada        | 59"325    | non qualificata | 59"325   | -        |
| 10   | Elsa Desmond             | Gran Bretagna | 59"398    | non qualificata | 59"398   | -        |

Nota: in grassetto il miglior tempo di manche.

### Singolo uomini
La gara è stata disputata il 27 gennaio nell'arco di due manches e hanno preso parte alla competizione 14 atleti in rappresentanza di 13 differenti nazioni. Campione uscente era lo russo Roman Repilov, che ha confermato il titolo anche in questa edizione, davanti al lettone Kristers Aparjods, vincitrice della medaglia d'argento, e allo statunitense Jonathan Gustafson, cui andò il bronzo. Per Aparjods e Gustafson si trattò della prima medaglia mondiale under 23.
| Pos. | Atleti               | Nazione       | 1ª manche | 2ª manche       | Totale   | Distacco |
| ---- | -------------------- | ------------- | --------- | --------------- | -------- | -------- |
|      | Roman Repilov        | Russia        | 52"208    | 52"369          | 1'44"577 | –        |
|      | Kristers Aparjods    | Lettonia      | 52"583    | 52"302          | 1'44"885 | +0"308   |
|      | Jonathan Gustafson   | Stati Uniti   | 52"845    | 52"260          | 1'45"105 | +0"528   |
| 4    | Reid Watts           | Canada        | 52"665    | 52"605          | 1'45"270 | +0"693   |
| 5    | Mateusz Sochowicz    | Polonia       | 52"817    | 52"491          | 1'45"308 | +0"731   |
| 6    | Alexander Ferlazzo   | Australia     | 53"240    | 52"954          | 1'46"194 | +1"617   |
| 7    | Theodor Andrei Turea | Romania       | 53"417    | non qualificato | 53"417   | -        |
| 8    | Rupert Staudinger    | Gran Bretagna | 53"657    | non qualificato | 53"657   | -        |
| 9    | Aleksander Melaas    | Norvegia      | 53"734    | non qualificato | 53"734   | -        |
| 10   | Svante Kohala        | Svezia        | 53"870    | non qualificato | 53"870   | -        |

Nota: in grassetto il miglior tempo di manche.

### Doppio
La gara è stata disputata il 26 gennaio nell'arco di due manches e hanno preso parte alla competizione 10 atleti in rappresentanza di altrettante differenti nazioni. Campioni uscenti erano gli austriaci Thomas Steu e Lorenz Koller, non presenti alla competizione, e il titolo è stato pertanto vinto dai russi Vsevolod Kaškin e Konstantin Koršunov, davanti agli italiani Ivan Nagler e Fabian Malleier, vincitori della medaglia d'argento, e ai rumeni Vasile Marian Gîtlan e Flavius Ion Crăciun, cui andò il bronzo. Per tutti si trattò della prima medaglia mondiale under 23.
| Pos. | Atleti                                   | Nazione   | 1ª manche | 2ª manche       | Totale   | Distacco |
| ---- | ---------------------------------------- | --------- | --------- | --------------- | -------- | -------- |
|      | Vsevolod Kaškin Konstantin Koršunov      | Russia    | 43"928    | 43"780          | 1'27"718 | –        |
|      | Ivan Nagler Fabian Malleier              | Italia    | 44"185    | 43"713          | 1'27"898 | +0"180   |
|      | Vasile Marian Gîtlan Flavius Ion Crăciun | Romania   | 45"199    | 44"564          | 1'29"763 | +2"045   |
| 4    | Ihor Stachiv Andrij Lysec'kyj            | Ucraina   | 45"950    | non qualificati | 45"950   | -        |
| '    | Filip Vejdělek Zdeněk Pěkný              | Rep. Ceca | DNF       | -               | -        | -        |

Nota: in grassetto il miglior tempo di manche.
 DNF = gara non conclusa (Did Not Finish).

## Medagliere
| Pos.   | Nazione     | Oro | Argento | Bronzo | Totale |
| ------ | ----------- | --- | ------- | ------ | ------ |
| 1      | Russia      | 2   | 0       | 0      | 2      |
| 2      | Germania    | 1   | 0       | 0      | 1      |
| 3      | Austria     | 0   | 1       | 0      | 1      |
| 3      | Italia      | 0   | 1       | 0      | 1      |
| 3      | Lettonia    | 0   | 1       | 0      | 1      |
| 6      | Romania     | 0   | 0       | 1      | 1      |
| 6      | Stati Uniti | 0   | 0       | 1      | 1      |
| 6      | Svizzera    | 0   | 0       | 1      | 1      |
| Totale | Totale      | 3   | 3       | 3      | 9      |